# Collège Saint-Quirin de Huy
Le collège Saint-Quirin est un établissement scolaire catholique de l'enseignement libre de la Communauté française de Belgique. Il est situé à Huy, rive gauche (de la Meuse), rue Entre-deux-Portes, dans le quartier dit d'Outremeuse où il occupe les bâtiments d'un ancien couvent de l'ordre de sainte Marie-Madeleine, fondé en 1855 par Théodore de Montpellier, évêque de Liège.
Les élèves qui fréquentent cet établissement peuvent y suivre des cours de l'enseignement général de transition ou technique de qualification.

## Histoire

### L'hôpital Saint-Quirin (1100-1287)
L'histoire du couvent de Saint-Quirin souffre d'un manque cruel de sources et d'informations. La documentation est rare et parcellaire même si nous retrouvons quelques éléments aux archives de l'État à Liège, au Diocèse ainsi que dans le fonds propre du collège.
Il n'existe aucune source directe sur la présence d'un établissement à Huy avant l'arrivée des religieuses de l'ordre de sainte Marie-Madeleine. Cependant, dans l'acte mentionnant la venue de celles-ci à Huy en 1287, il est fait référence à une église et un « petit hôpital » placé sous le patronage de saint Quirin. Les reliques du saint ayant été transférées de Rome à Neuss en Allemagne au cours du XIe siècle, on peut donc supposer qu'un culte en l'honneur de saint Quirin ait pu se développer à Huy entre le XIIe et le XIIIe siècles.

### Le prieuré Saint-Quirin (1285-1796)
L'historiographe médiéval Jean de Brusthem situe la fondation du prieuré de Saint-Quirin à l'année 1285. Mais selon un recoupement de diverses sources, il s'agirait plus vraisemblablement de 1287. À la suite de la guerre de la Vache qui fait rage dans le Namurois, les religieuses de l'ordre des Pénitentes de sainte Marie-Madeleine doivent quitter leur couvent de Saint-Martin de Rouillon-sur-Meuse. Avec l'autorisation du prince-évêque de Liège Jean de Flandre, elles s'installent rue Entre-Deux-Portes, dans un ancien petit hôpital placé sous l'invocation de saint Quirin.
À l'origine, l'ordre de sainte Marie-Madeleine rassemblait des femmes repentantes, désireuses de renoncer à une vie de désordres pour connaitre la paix de l'âme et le silence du cloître. Par la suite, les différentes communautés ne finirent par compter dans leurs rangs que des religieuses « de carrière », entrées au couvent dès le plus jeune âge, sans qu'un quelconque péché ne soit à racheter. Le premier établissement de l'ordre de sainte Marie-Madeleine fut semble-t-il fondé à Metz, vers 1005. Au cours du XIIIe siècle, l'ordre connait un réel succès, avec plus de cinquante fondations en France, Belgique, Italie, Espagne et Portugal.

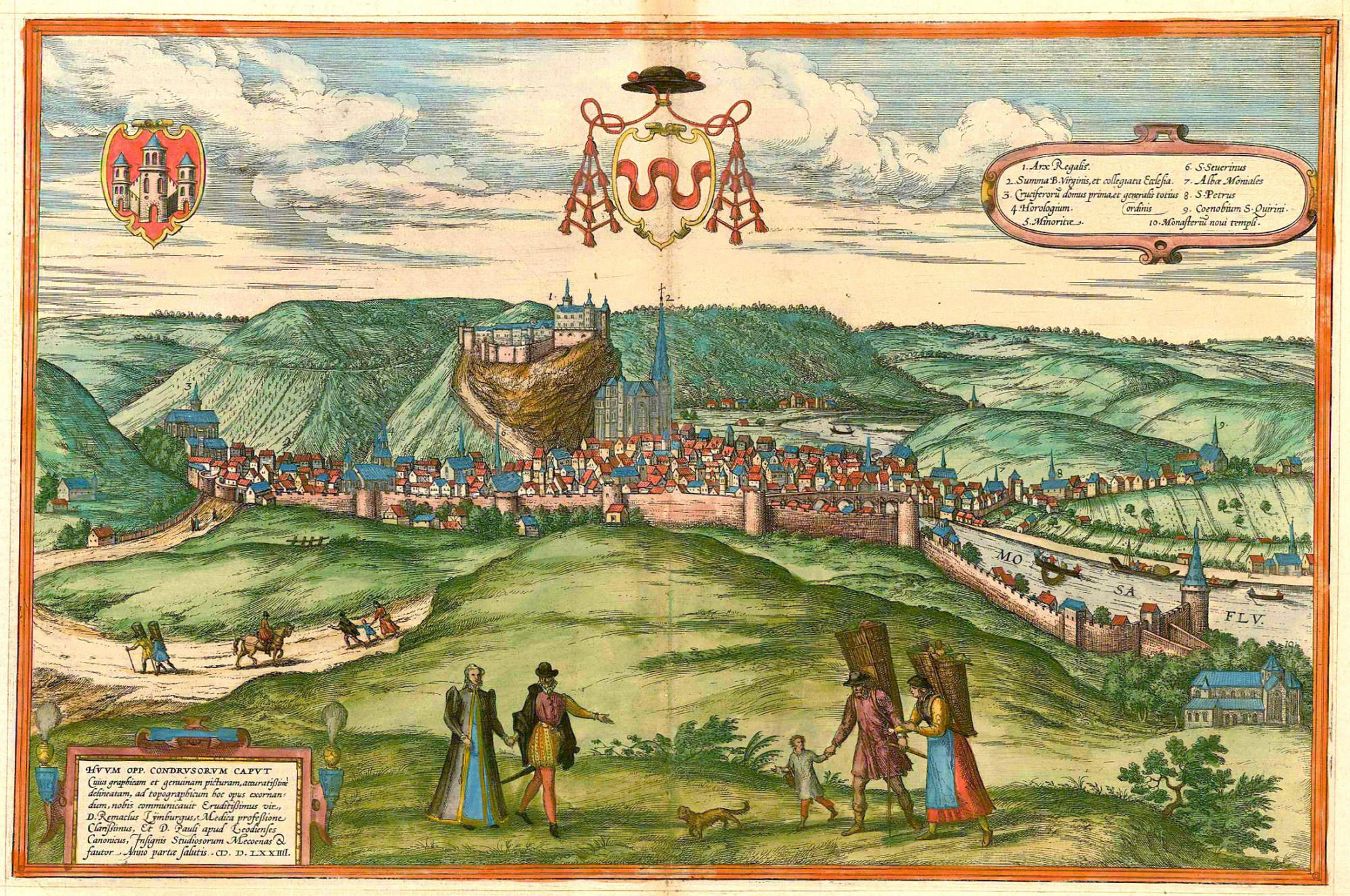
Vue de la ville de Huy (1574) - Le n°9 indique le Coenobius S.Quirini

Les archives du collège conservent encore un précieux manuscrit du XVe siècle reprenant la règle des « Sœurs pénitentes de Sainte Marie-Madeleine » adressée par le pape Grégoire IX aux Sœurs. Celle-ci est basée sur la règle monastique de saint Augustin.
Dans les faits marquants de l'histoire du couvent, notons en 1444 l'arrivée de religieuses du monastère de Metz, fuyant la guerre comme leurs consœurs belges l'avaient fait un peu moins de deux siècles plus tôt. Elles sont accueillies à Huy durant quelques années avant de regagner leur monastère messin. Elles y seront rejointes ensuite en 1449 par quatre religieuses hutoises réputées pour leur rigueur afin de remédier au manque de discipline qui sévissait dans l'établissement lorrain.
En 1473, les livres de compte nous apprennent la réédification de l'église, ce qui suppose une destruction dans les années antérieures, sans doute à la suite du passage des troupes bourguignonnes de Philippe le Bon et Charles le Téméraire venant soumettre les rebelles Liégeois. La principauté, dont Huy est l'une des 23 bonnes villes, va en effet servir de théâtre au conflit qui opposera le duc de Bourgogne à Louis XI de France et aux habitants de la Cité Ardente. Fin octobre 1468, un coup de bombarde et deux de serpentine sonnent la destruction de Liège qui est mise à feu et à sang pendant presque deux mois par le duc de Bourgogne pour punir les habitants de s'être révoltés. Victime du passage incessant des troupes, la principauté est en ruine.
La construction et la rénovation des bâtiments du couvent sont possibles notamment grâce à une activité économique prospère. Au XVIe siècle, les Sœurs de Saint-Quirin s'adonnaient au travail de filage et de tissage de la laine, du coton et du lin, ainsi qu'à la vente de cuir de bœuf. Les livres de compte toujours, nous montrent que leur production était ensuite vendue aux riches familles bourgeoises de Huy et alentours. Parallèlement à ces activités commerciales, les religieuses tenaient également une école pour jeunes filles, nombreuses à fréquenter l'établissement si l'on en juge les registres qui nous permettent de voir que cette pension, de bonne réputation, accueillait des demoiselles de renom venant de Liège ou de Flandre.
Outre le produit de leur vente, ce sont les nombreux bienfaiteurs qui ont permis d'améliorer la situation économique du couvent et de donner une certaine aisance quotidienne et matérielle à la communauté. Preuve de cette fortune, et pour parer à une éventuelle situation de danger comme le couvent avait déjà pu en connaitre, une maison-refuge est acquise en 1675 sur la rive droite « proche de la Porte-rouge » à l'intérieur des murs de la ville.

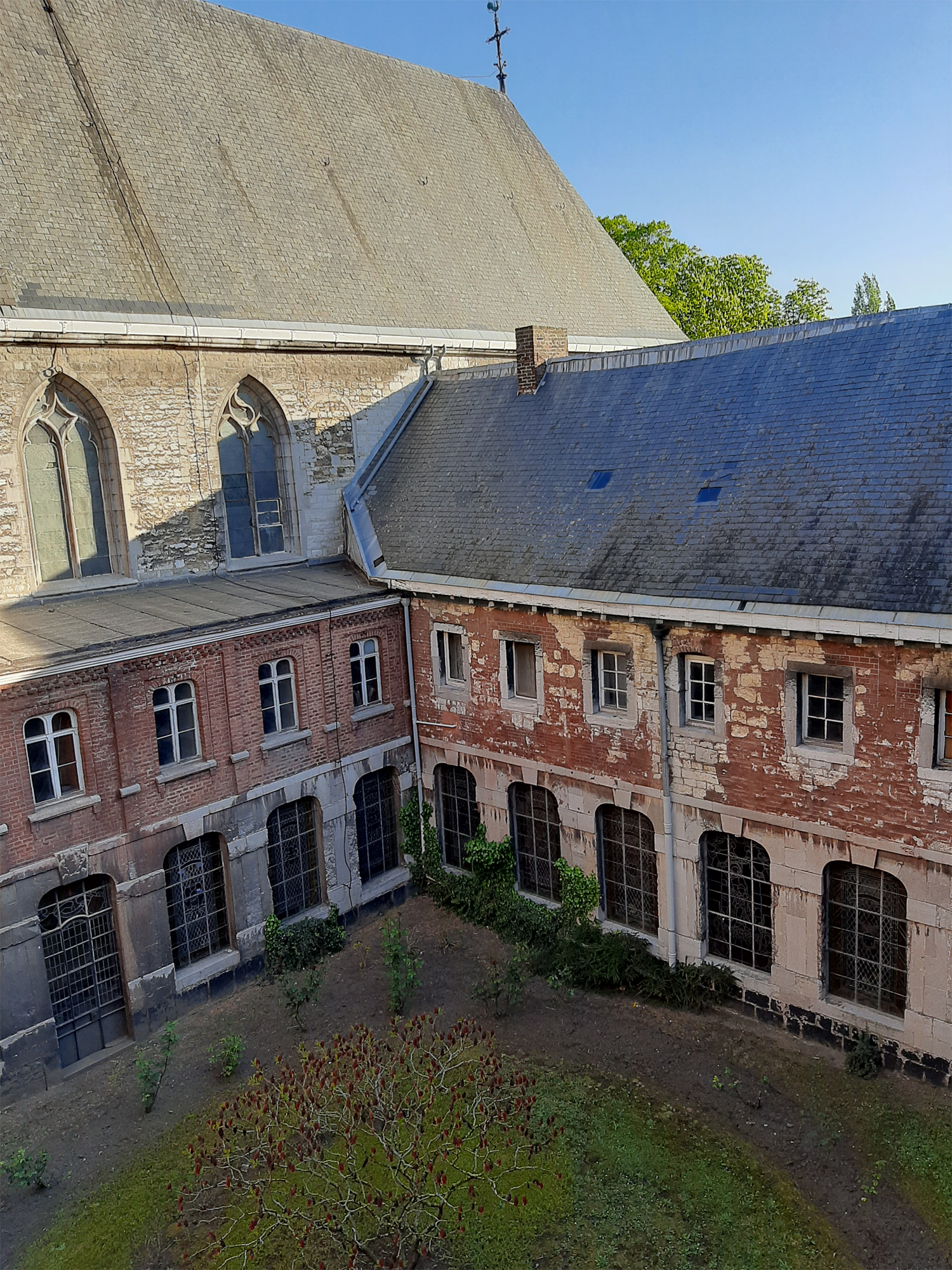
Vue intérieure du cloître de Saint-Quirin

Cependant, cette prospérité est mise à mal à la fin du siècle en raison du déclenchement de la guerre de la Ligue d'Augsbourg qui ravage la région. La ville de Huy est assiégée à plusieurs reprises par les troupes hollandaises, françaises et impériales. Ainsi, en juillet 1693, la garnison liégeoise est contrainte à la capitulation par le maréchal de Luxembourg et le Maréchal de Villeroy qui assiègent Huy avec plus de 12 000 hommes. Le couvent est alors entièrement pillé, le bétail et les meubles emportés. Un an plus tard, le duc Joachim-Ernest II de Holstein-Ploen tente de déloger la garnison française en bombardant pendant une semaine la cité. À la mi-septembre, il entre dans la ville qu'il reprend aux Français. La guerre de Succession d'Espagne qui replonge l'Europe dans la tourmente après le Traité de paix de Ryswick empêche le couvent de Saint-Quirin de se relever du précédent conflit. Huy est ainsi de nouveau assiégée en mai 1702 et en août 1703 par le duc de Marlborough. Deux ans plus tard, des boulets touchent Saint-Quirin lors d'un nouveau siège de Huy qui redevient française. Pillé, détruit, privé de ses rentes, le couvent périclite. La situation, catastrophique, oblige certaines religieuses à regagner le domicile familial tandis que les autres envisagent d'abandonner définitivement l'établissement.

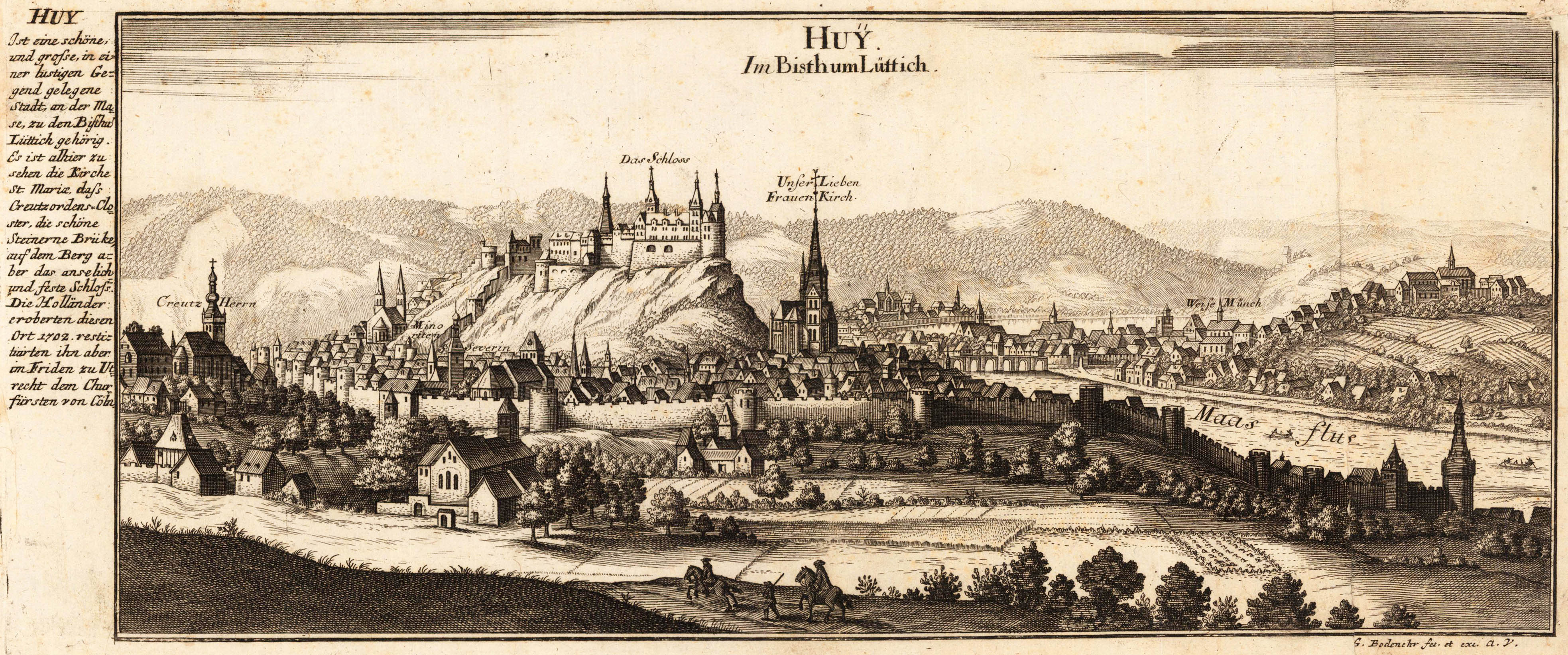
Vue de Huy (1725) - Le prieuré est visible au sommet de la colline à l'extrême droite de la gravure

Pourtant, grâce à l'opiniâtreté de quelques Sœurs, notamment Lutgarde de Streel, la rénovation et la reconstruction des bâtiments est entreprise dès 1729. Le cloître est notamment réaménagé et reconstruit. À la moitié du siècle, le couvent a retrouvé son aisance d'avant, mais pour peu de temps… Le 21 janvier 1792, les troubles révolutionnaires gagnent la cité hutoise : Saint-Quirin est incendié et reconstruit dans la foulée avant d'être confisqué comme bien national quatre ans plus tard. En 1796, les dernières moniales sont chassées et dispersées…
Durant plus de cinq siècles, le couvent eut comme directeur l'Abbé général des Croisiers de Huy. Il se chargeait de fournir un desservant pour les offices quotidiens et vérifiait les comptes de la communauté. En 1747 toutefois, les Sœurs furent placées sous la juridiction du prince-évêque de Liège, Jean-Théodore de Bavière. Le nombre de Sœurs varia au cours des siècles. Vers 1550, elles étaient 26 religieuses, 24 un siècle plus tard et une douzaine seulement à la fermeture du couvent en 1796.
En juillet 1799, Hubert Nizet, habitant de Jehay, racheta le monastère dont il fit don aux Hospices civils de Huy en 1824 à la demande des deux dernières religieuses encore en vie.

### L'école privée d'Alfred Dijon (1840-1855)
En 1840, les Hospices civils de Huy cédèrent les bâtiments de Saint-Quirin en location à Alfred Dijon, Français, né à Amiens et diplômé de l'école normale de Paris. Il était le fils de Jean-Baptiste Dijon, recteur de l'Académie Universitaire d'Amiens et Membre de l'Académie des Sciences, des Lettres et des Arts de la ville. Alfred suivit son frère Victor qui décida de s'installer à Huy. Ce dernier meurt peu après, laissant deux enfants à la charge d'Alfred. Résolu à leur donner la meilleure des éducations, les établissements d'enseignement de qualité faisant défaut à Huy, il décida de fonder un collège d'éducation chrétienne dans sa ville d'adoption.
Dès le début, le clergé hutois s'associa à cette fondation et le vicaire de Saint-Pierre, l'abbé Joseph Knaeden, devint le premier directeur du collège Saint-Quirin. Le succès fut au rendez-vous puisque dès la première année, plus de 120 élèves étaient inscrits pour des cours dispensés allant jusqu'à la 4e humanité. Deux ans plus tard, le nombre d'élèves atteignait presque les deux cents. En 1844 sortirent les premiers rhétoriciens tandis que l'abbé Moreau devenait le deuxième directeur du collège. La renommée de Saint-Quirin attira l'attention de l'évêque de Liège, Théodore de Montpellier qui décida de racheter les bâtiments du collège aux Hospices de Huy pour en faire un petit-séminaire et collège épiscopal.

### Le petit séminaire et collège épiscopal (1855 à aujourd'hui)
Acquis par le grand séminaire de Liège à l'initiative de l'évêque Théodore de Montpellier, les bâtiments du collège d'Alfred Dijon deviennent officiellement le nouveau petit séminaire et collège épiscopal Saint-Quirin en 1855. Les petits séminaires sont organisés par le clergé catholique en vue de l'instruction des jeunes garçons et avec pour dessein de les inciter à l'entrée au grand séminaire. Toutefois, il n'y a pas de différence de traitement entre ceux qui se destinent à la vie laïque de ceux qui se destinent à la prêtrise.Le programme des études officiel défini par l'État est organisé et mis en place par le premier directeur, l'abbé Auguste Meyers, qui fait également aménager les bâtiments afin d'accueillir un nombre croissant d'élèves.
En 1866, deux élèves et un professeur du collège répondent à l'appel du pape Pie IX pour venir défendre les États pontificaux, alors menacés par Garibaldi et Victor-Emmanuel de Savoie qui ont entrepris l'unification de l'Italie depuis le Piémont.
Le 24 septembre 1872, les Filles de la Croix de Liège font leur entrée au collège. Leur congrégation, fondée quarante ans plus tôt à Liège par Jeanne Hazé est principalement engagée dans les œuvres d'éducation. Leur arrivée coïncide avec une croissance toujours plus importante du nombre d'élèves qui nécessite un appui logistique offert par ces religieuses. Perpétuant le souvenir de l'ancienne occupation des lieux, elles resteront dévouées au Petit-Séminaire jusqu'en 1938 avant d'être remplacées par les Sœurs Augustine de Neuss – ville d'origine de saint Quirin – qui prendront le relais jusqu'en 1940.
Le matin du 25 avril 1877, au retour des vacances de Pâques, un incendie se déclare et détruit une grande partie des bâtiments, notamment celui de la rue Entre-deux-Portes. Le 31 juillet 1890 le feu s'empare une nouvelle fois du collège et le détruit presque entièrement. Seule la chapelle et quelques ailes éloignées sont épargnées. Ces deux épreuves permettront de reconstruire et de moderniser les infrastructures. De grands travaux seront ainsi commandités sous le rectorat de l'abbé Desseille, dit « le grand constructeur ».

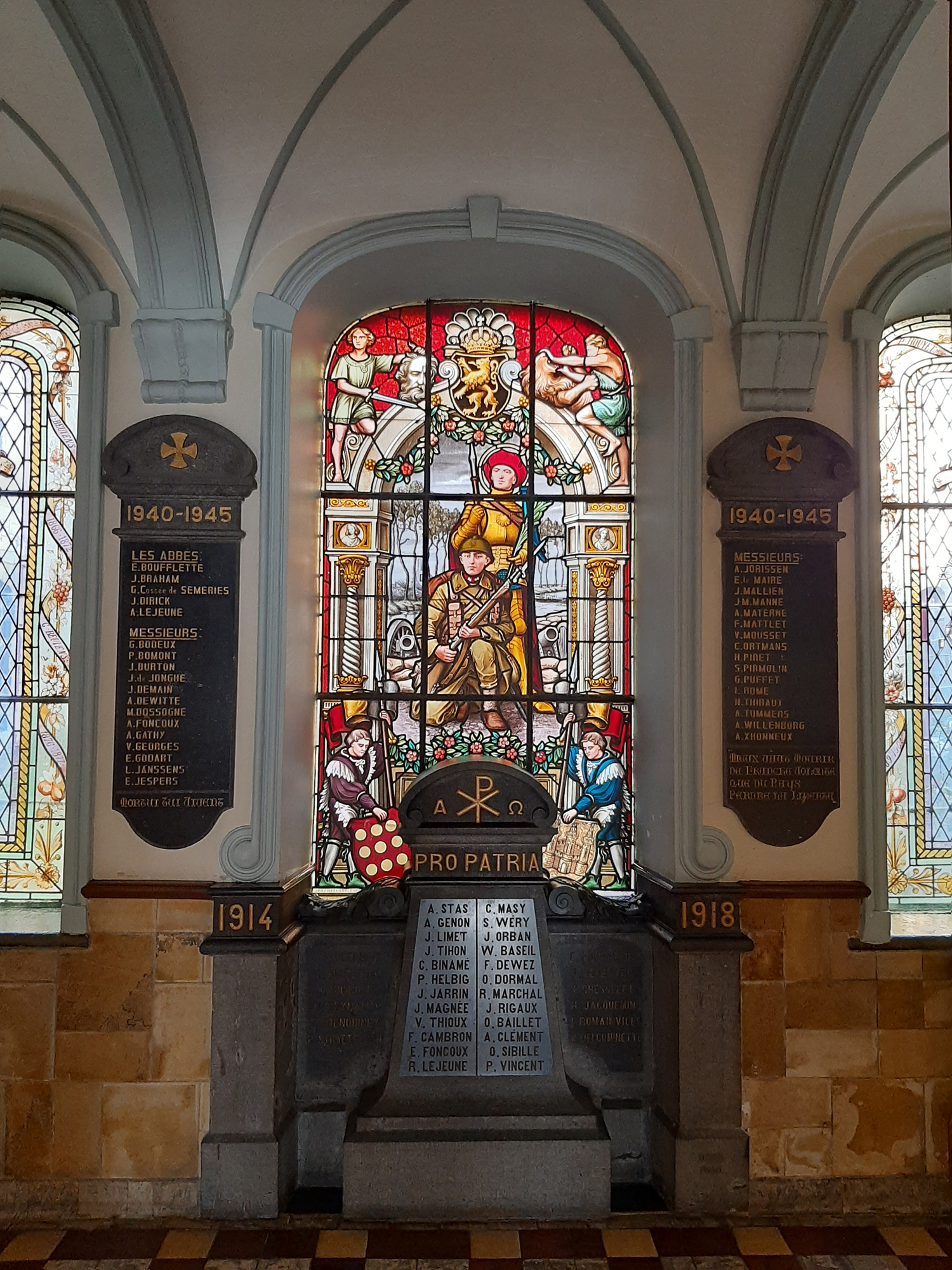
Monument aux morts dans le cloître du collège

Dans le premier quart du XXe siècle, l'électricité est tirée, les installations sanitaires modernisées et le chauffage central installé.
Les deux conflits mondiaux ont évidemment laissé de tristes souvenirs au collège dont le monument aux morts érigé en 1922 et augmenté de deux plaques commémoratives en 1948, qui garde vivace le souvenir des 70 professeurs et élèves morts durant les guerres 14-18 et 40-45. Le vitrail qui le surmonte illustre saint Quirin protégeant un soldat avec, dans les coins supérieurs, le triomphe de David sur Goliath qui est une allégorie de la victoire de la Belgique sur l'Allemagne.
Fin des années 1920, la salle académique est adaptée en salle de projection par les abbés Vanderhoven et Piron. Les années suivantes verront une amélioration toujours plus importante de ces installations pour aboutir finalement à l'ouverture d'un véritable cinéma familial rebaptisé en 1936 « Salle Vigilenti » du nom de l'encyclique publiée la même année par le pape Pie XI sur le cinéma. Reposant presque exclusivement sur le bénévolat et bénéficiant d'un certain succès, ce cinéma, ouvert au public les week-ends, offrit une rentrée financière pour le collège jusqu'au milieu des années 70 avant de fermer, faute d'un nombre suffisant de spectateurs, en 1981.
En 1950, les célébrations des neuf-cents ans de l'arrivée des reliques de saint Quirin à Neuss coïncident presque avec le centenaire de l'école. Le directeur de l'époque, l'abbé Duquenne, sollicite donc de l'archevêque de Cologne une nouvelle relique du saint pour le collège. La demande acceptée, c'est le 30 avril 1953, fête de la saint Quirin, que le transfert des reliques est organisé depuis l'église Saint-Mangold où elles étaient exposées le jour précédent. À cette occasion, toutes les cloches de la ville de Huy sonnèrent à toute volée – le bourdon de la collégiale compris – et une procession présidée par l'évêque de Liège Guillaume-Marie van Zuylen, prit le chemin du collège où la nouvelle relique allait maintenant résider.
Le dernier quart du XXe siècle voit toute une série de transformations s'opérer dans l'organisation de l'enseignement et des structures au sein du collège sous le rectorat de l'abbé Dechesne. D'abord une réorganisation administrative puis pédagogique avec en 1978 la mise en place de « l'enseignement rénové » qui organise l'enseignement par degrés et révolutionne littéralement l'école. Déjà en 1973 une petite révolution s'était opérée lorsque le collège avait accueilli ses premières élèves féminines admises en classe de 4e. Au même moment, l'évêché décidait de rassembler les internats des écoles catholiques de la ville de Huy (Don Bosco, Sainte-Marie, le Sacré-Cœur) en un seul et unique lieu afin de réduire les frais inhérents à de telles installations (1977). Le site de Saint-Quirin fut choisi, offrant plus de 67 studios pour loger les internes, notamment à l'étage de l'école primaire adjacente. 120 élèves résidaient alors sur le site du collège dont plusieurs originaires du Congo.  En 1999, l'internat, qui avait pris le nom de « Jean-Paul Ier » en 1985, fut définitivement fermé comme beaucoup d'autres à la même époque. Depuis les années 90 en effet, la scolarité s'envisage de plus en plus en externat.
Lors de la rentrée 2005-2006, les 150 ans du collège furent l'occasion d'organiser de nombreuses festivités et activités d'importance. Début mai, 812 élèves et professeurs du collège se rendaient « en pèlerinage » à Rome pour célébrer cet anniversaire en un chapelet de plus de 13 cars. La même année une messe télévisée retransmise dans tous les pays francophones est célébrée dans la chapelle du collège.
Aujourd'hui, le collège Saint-Quirin offre toujours un enseignement général ainsi qu'un enseignement de technique de qualification dans les filières de comptabilité et de bureautique. En plus de la formation commune habituelle, il offre un panel d'options, notamment : Mathématique (2h – 8h), Sciences (3h – 6h), Latin, Art d'expression, Sport (2h – 6h), Anglais, Néerlandais et Espagnol (4h).  

## Les bâtiments

### Le cloître

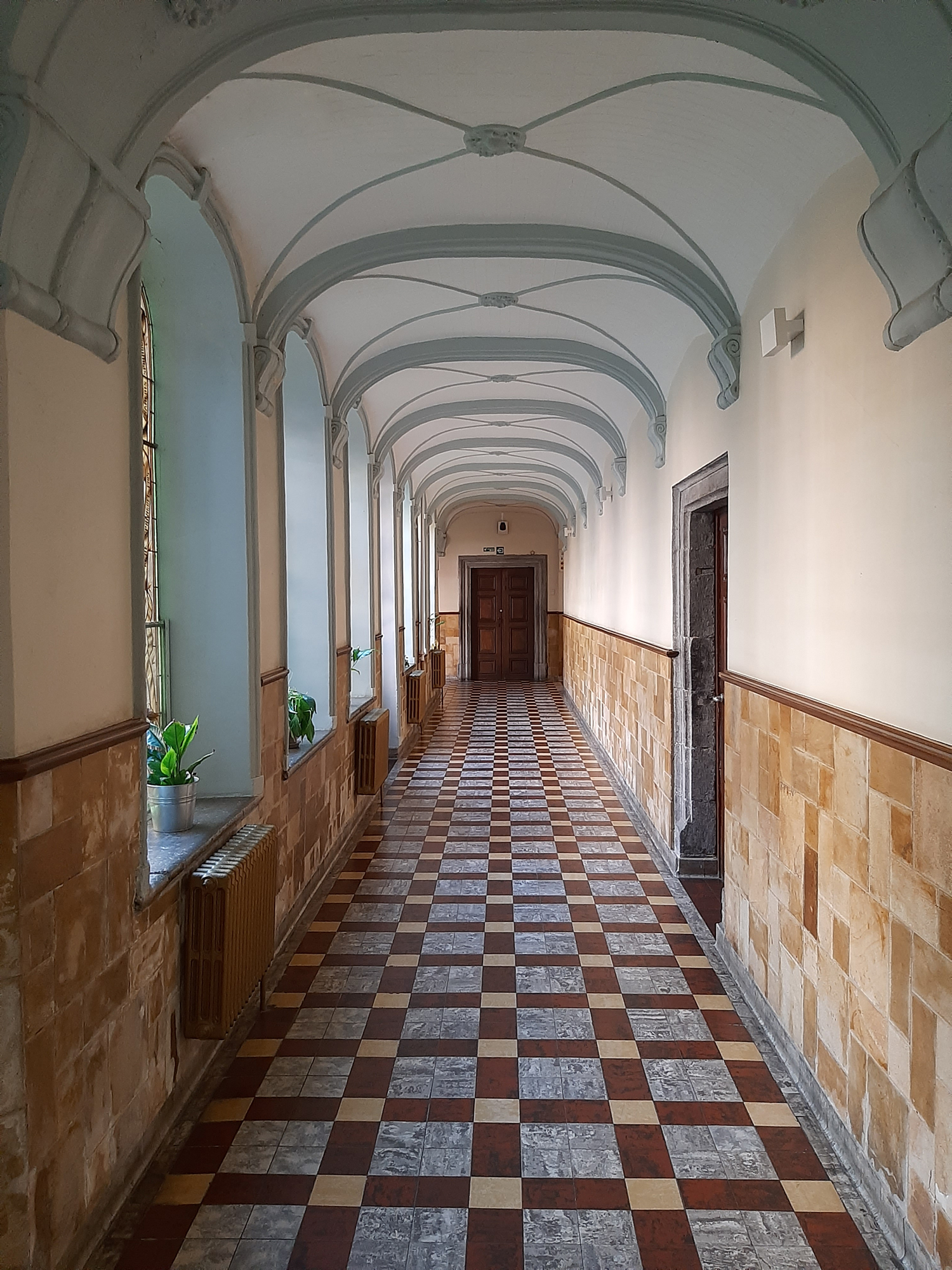
Aile sud-est du cloître du collège saint-Quirin

Les bâtiments du collège Saint-Quirin sont constitués d'un cœur historique s'organisant autour de l'antique cloître du monastère. Celui-ci a été largement remanié dans sa partie basse en 1729 sous le priorat de Lutgarde de Streel. De plan carré et de style classique, il compte sept travées par côté chacune percée d'une fenêtre, la travée centrale des couloirs nord-est et sud-ouest étant percée d'une porte. De très beaux vitraux armoriés datant du XIXe siècle, placés sous le rectorat de l'abbé Deseille, enrichissent cette partie du collège. À noter que chaque appui de fenêtre porte en inscription le nom d'une religieuse du temps de Lutgarde de Steel. Le 1er étage, en moellons de calcaire, apparaît toujours dans son aspect du XVe siècle pour l'aile Sud-Est. Le mur, percé de petites fenêtres laisse imaginer les cellules des anciennes religieuses. L'aile nord-est date du XVIIIe siècle. Les deux dernières ailes quant à elles ont été totalement remaniées au XIXe siècle. Les galeries du rez-de-chaussée offrent une très belle décoration moulurée datant du XVIIe siècle. Deux statues en bois polychrome de sainte Marie-Madeleine et de saint Quirin ornent le mur nord.
À la suite de la guerre 1914-1918, un monument aux morts fut érigé dans le cloître, au niveau de la travée centrale de l'aile nord-est, face à l'entrée de la rue Entre-deux-Portes. En 1945, il fut augmenté de deux plaques commémoratives à la mémoire des soldats de la Deuxième guerre.

Vitraux du XIXe siècle du cloître du collège Saint-Quirin
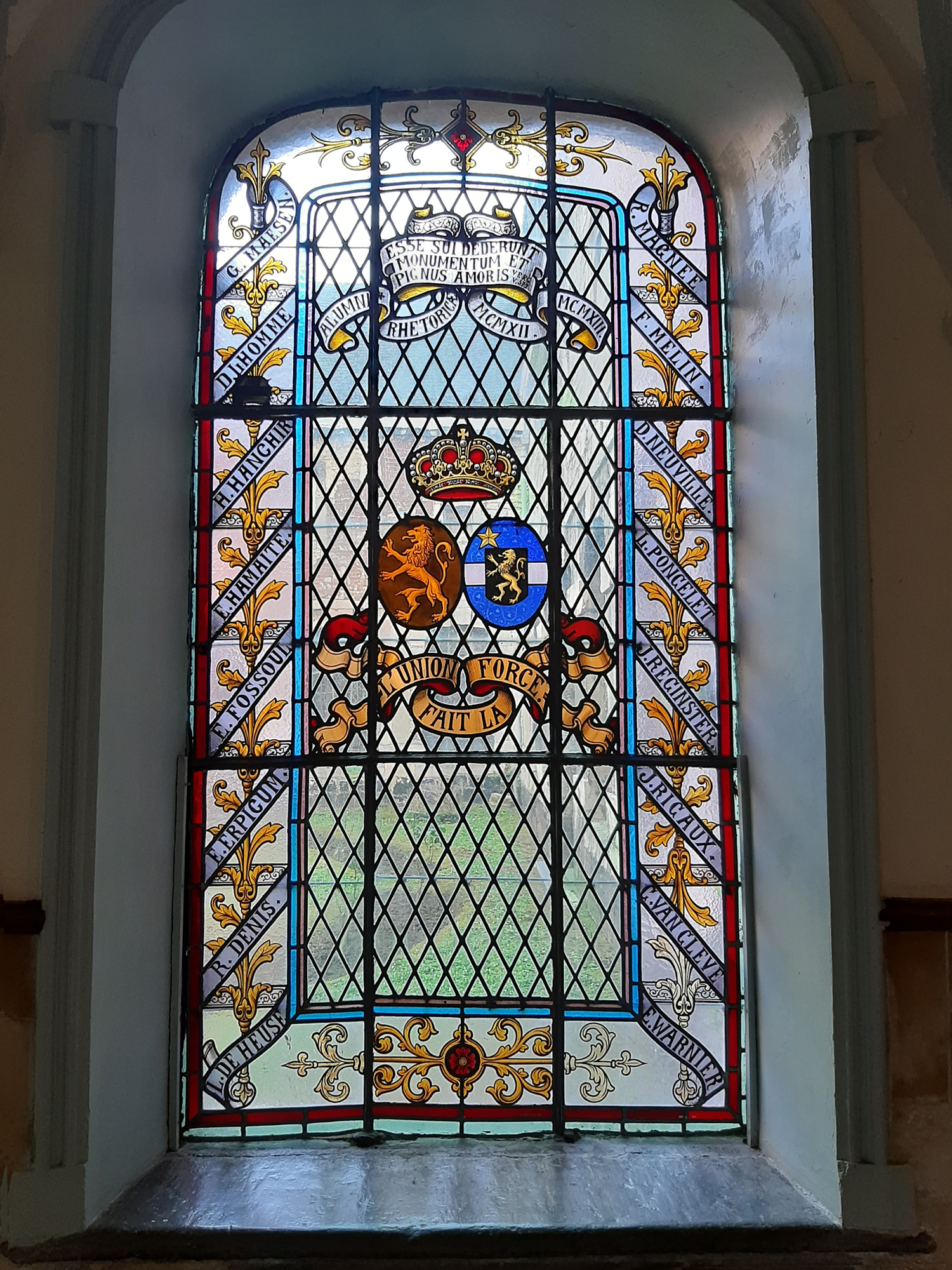
Vitrail aux armes de la Belgique et du Congo
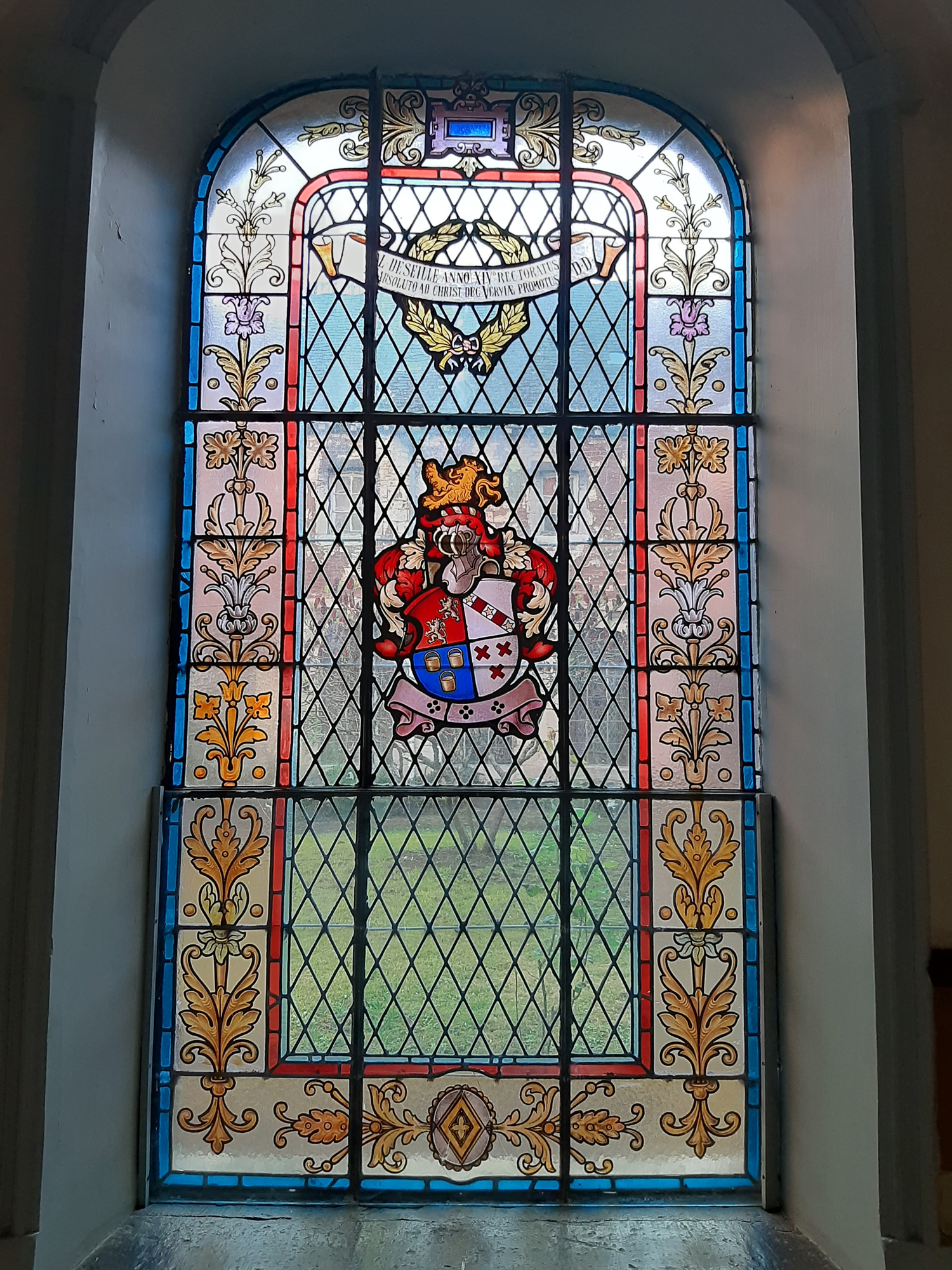
Vitrail aux armes de la famille Desselle
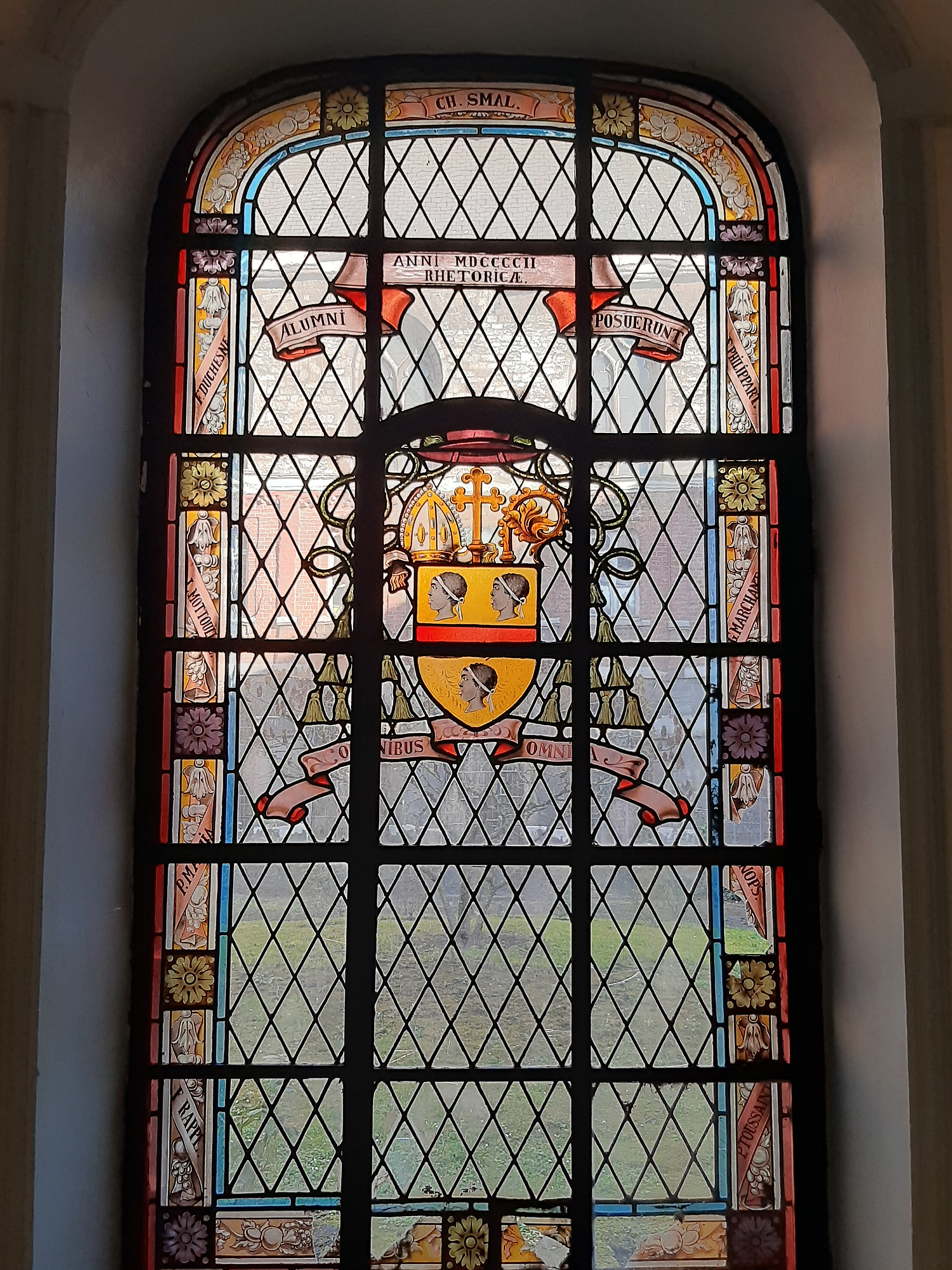
Vitrail aux armes de Théodore de Montpellier, évêque de Liège
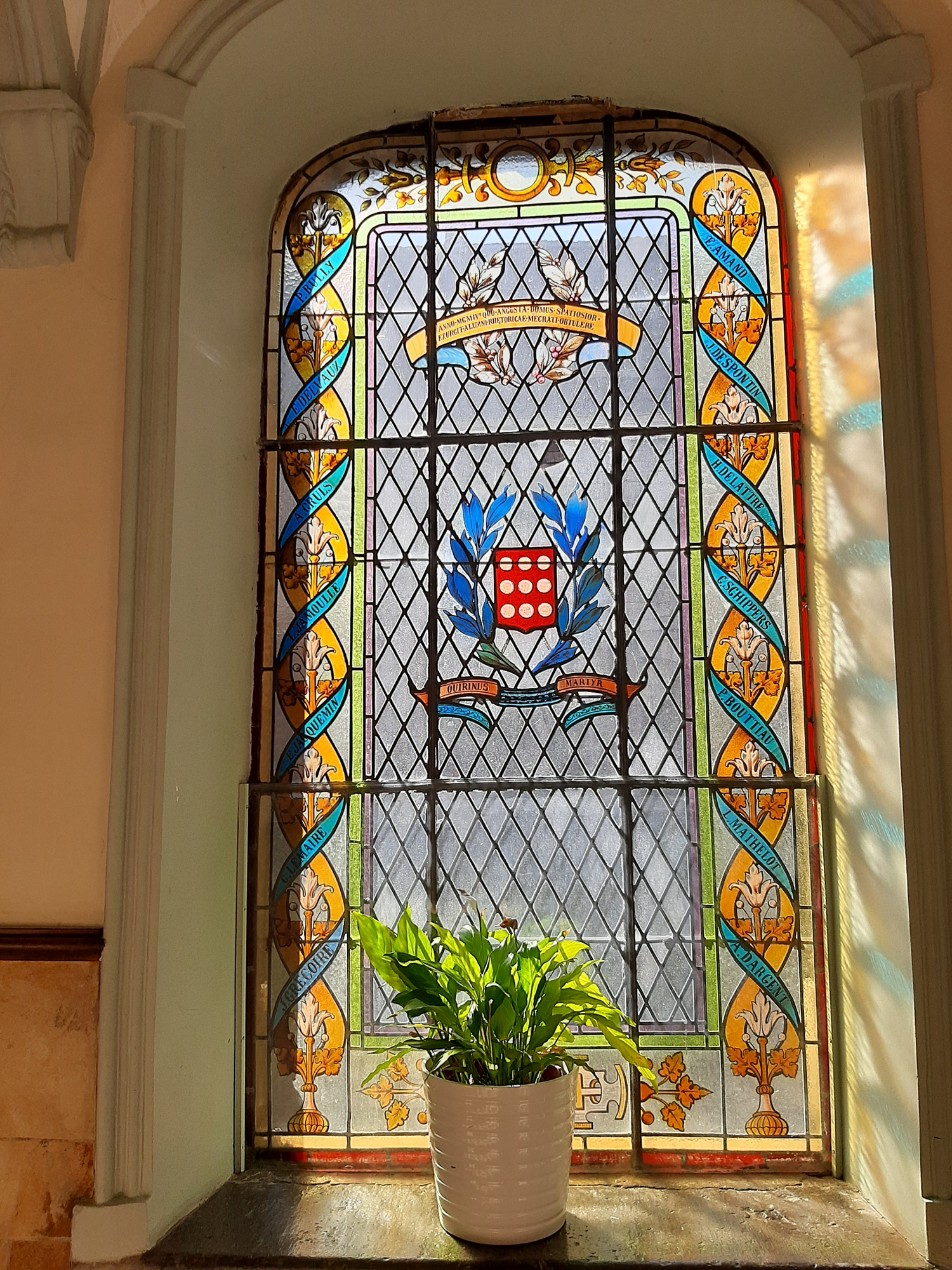
Vitrail aux armes du collège Saint-Quirin

### La chapelle

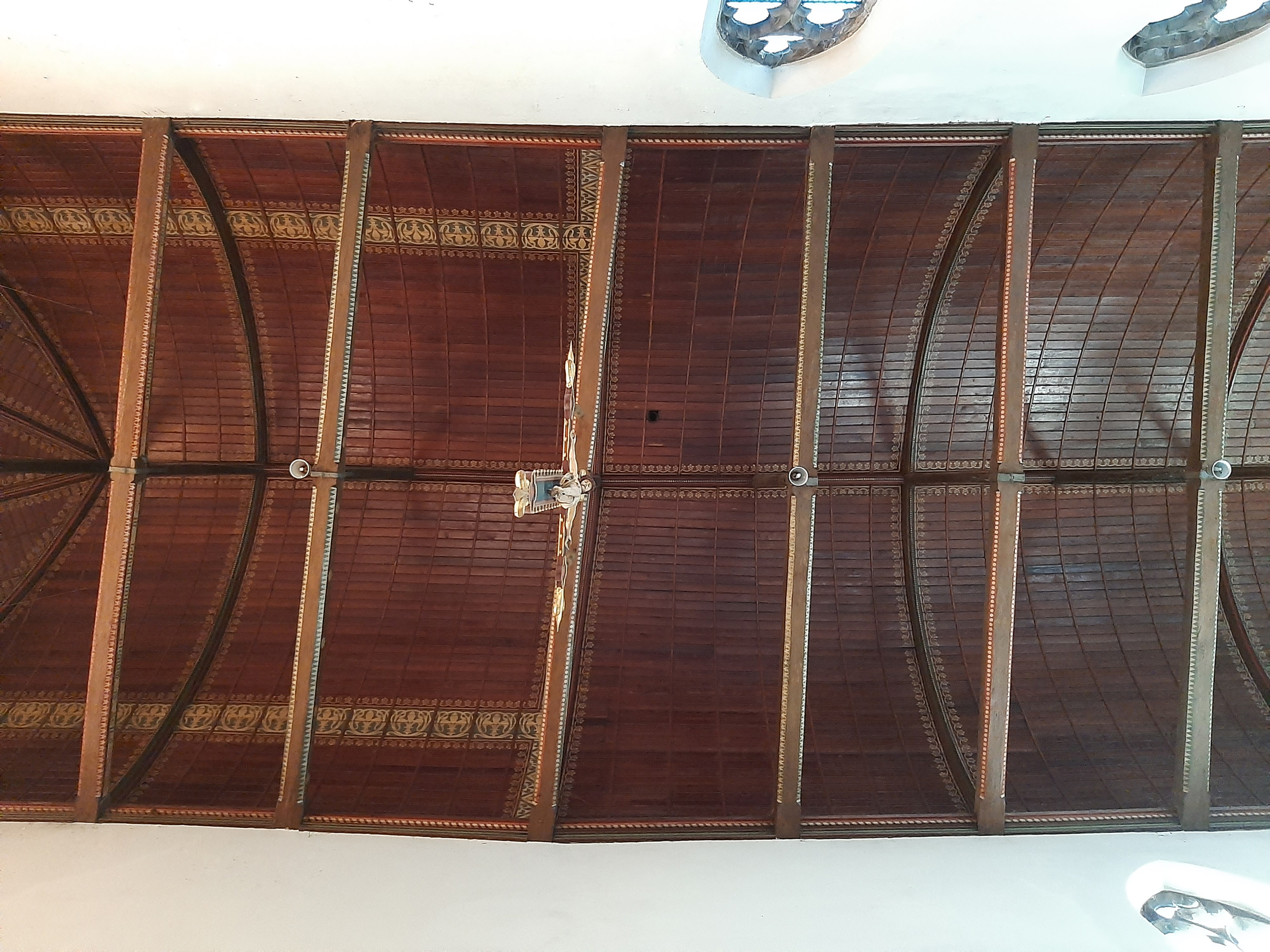
Nef et chœur de la chapelle désaxés

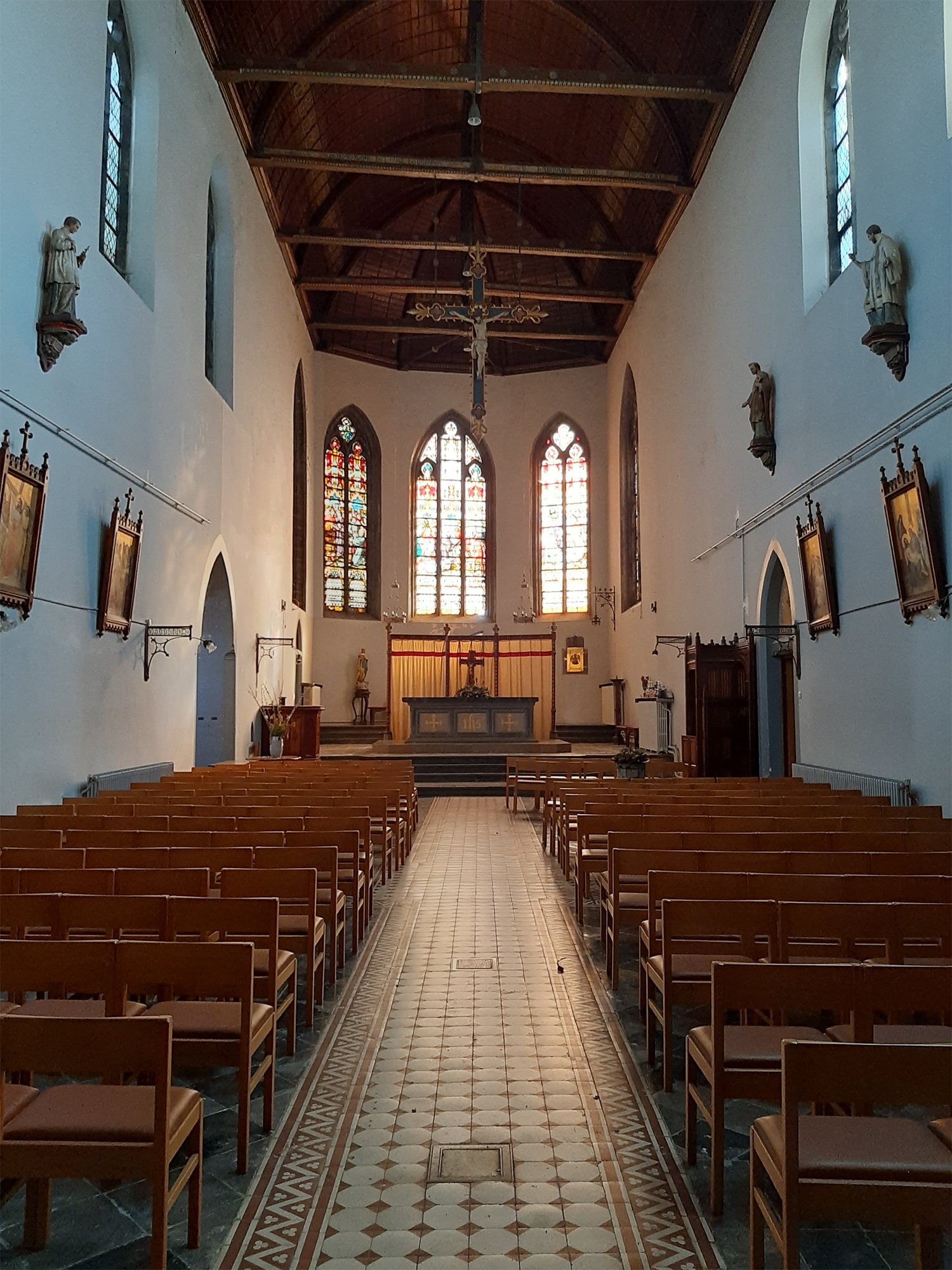
Chapelle du collège saint-Quirin

Accolée à la galerie nord-est du cloître, on retrouve la chapelle à nef unique de cinq travées au chœur orienté Nord-Est. Reconstruite après les guerres menées par les ducs de Bourgogne dans nos régions au XVe siècle, elle est restaurée dans un style gothique en 1895 sous le rectorat de l'abbé Deseille. On retrouve quatre fenêtres, toutes différentes, de chaque côté. Le chœur, légèrement rehaussé, est éclairé par 5 grands vitraux illustrant le martyre de saint Quirin (L'arrestation de saint Quirin – L'amputation de la langue de saint Quirin – Saint Quirin trainé par les chevaux – Les pieds et les mains de saint Quirin coupés – La décapitation de saint Quirin). En dessous du maître-autel une crypte aujourd'hui inaccessible contient les tombeaux d'une dizaine de religieuses.
Primitivement, une tribune couvrait la chapelle sur toute sa longueur, divisant l'espace en deux dans la hauteur. On y accédait alors par le 1er étage du cloître.
La nef est aujourd'hui couverte d'une voûte de bois en berceau agrémenté de quelques décorations peintes. Particularité rencontrée, la nef et le chœur sont légèrement désaxés. On retrouve cette caractéristique dans d'autres édifices religieux, comme la collégiale de Huy, Notre-Dame de Paris, Saint-Corentin à Quimper, Saint-Germain-des-Prés à Paris ou encore Notre-Dame de Laon. Si aucune réponse ne peut être apportée avec certitude aujourd'hui, certains se sont avancés en proposant que ce désaxement symbolisât une représentation mystique du Christ sur la croix, penchant la tête sur l'épaule.
Le buffet d'orgues placé au jubé fut installé au moment de la rénovation à la fin du XIXe siècle.

### L'école
Le reste des bâtiments sont d'une époque bien plus récente et ont été édifiés pour les besoins grandissants du collège et de l'accueil des élèves au fil des décennies. Les premières transformations datent de l'ouverture du collège épiscopal, en 1855, avec la construction rue Entre-deux-Portes d'un bâtiment sur trois niveaux long de 62m abritant aujourd'hui notamment le département des sciences, les locaux techniques de la filière de qualification et quelques classes. Victime d'un incendie en 1890, une nouvelle cage d'escalier monumental en pierre de taille remplaça les escaliers en bois disparus. A la même époque, la cour de récréation fut aplanie pour offrir plus de 4 000 m2 de surface de plein air aux élèves. À l'Est, les bâtiments de l'école primaire sortent de terre, onze années après sa création en 1879.

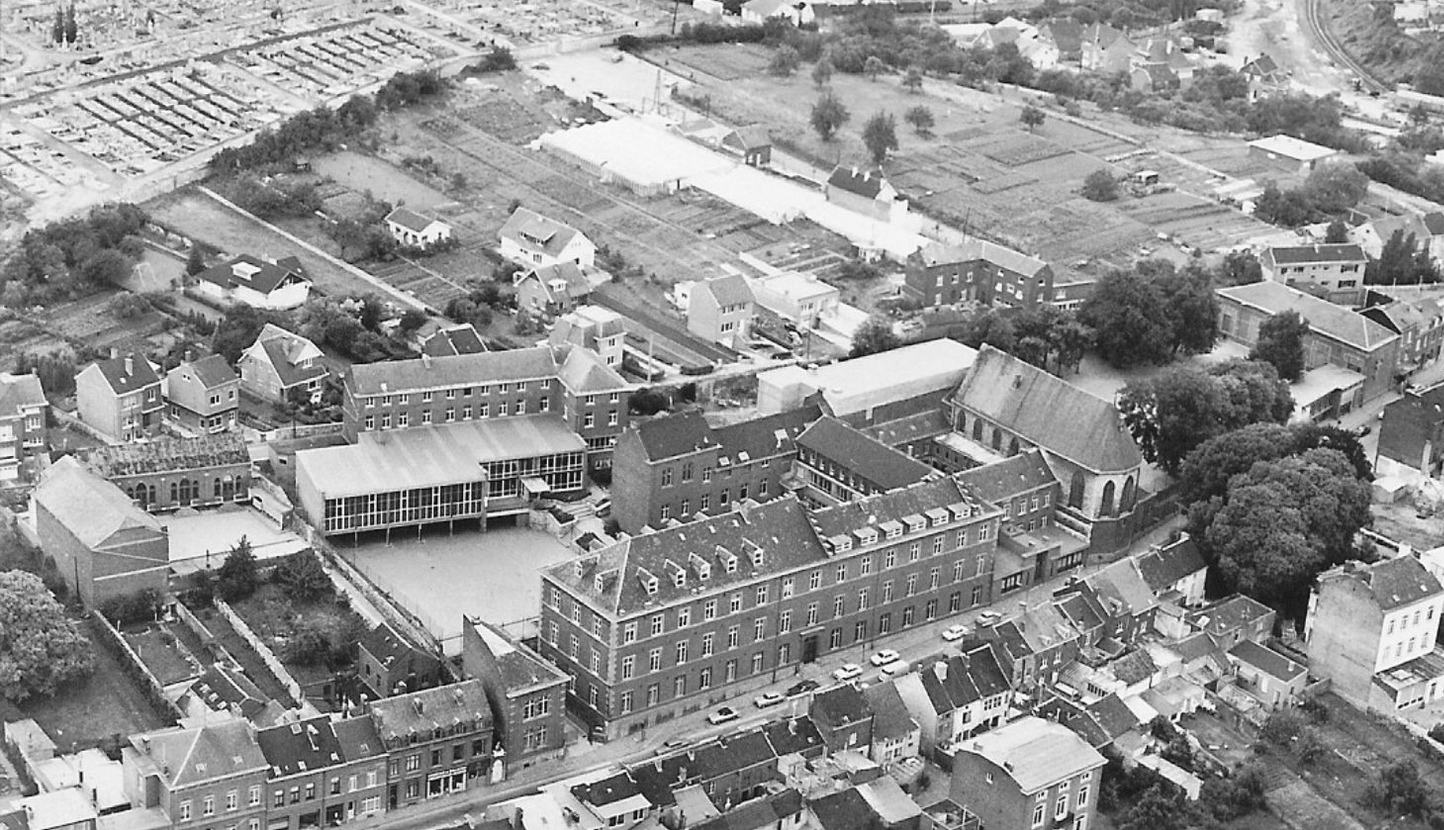
Vue aérienne du collège vers 1980

À la suite de l'incendie de 1890, la salle académique qui se trouvait au 1er étage du bâtiment principal fut déplacée et reconstruite au fond de la cour de récréation. Elle fut inaugurée en 1893 tandis que les travaux d'agrandissement se poursuivaient, notamment avec l'aile du réfectoire actuel décoré à l'époque de fresques narrant les fables de La Fontaine.
En 1959, les arbres de la cour du primaire sont abattus pour laisser place à de nouveaux bâtiments et un agrandissement de ceux existants.
En 1960, l'aile sud du cloître est réaménagée et agrandie pour laisser place à de nouveaux bureaux au rez-de-chaussée tandis que le 1er étage est divisé en trois classes et le 2e en studios pour les internes – aujourd'hui salle des professeurs. Deux ans plus tard, c'est l'entrée rue Entre-deux-Portes qui est complémentent réaménagée. Le jardinet à rue a disparu pour laisser place à une nouvelle construction de « type année 60 » englobant l'ancien escalier extérieur.
En 1986, c'est un hall omnisports qui sort de terre au nord-ouest de la cour de récréation sous le rectorat de Monsieur Dejardin. La salle académique de 1893, devenue entre-temps une salle de cinéma, est parallèlement réaménagée en salle de gymnastique. Fin des années 1980, un nouveau bâtiment est construit rue Entre-deux-Portes dans le prolongement de celui existant dotant le collège de 13 nouvelles vastes classes. Un nouveau portail permettant les entrées et sorties nombreuses des élèves est par la même occasion intégré à la nouvelle construction.

## Saint Quirin et son culte à Huy

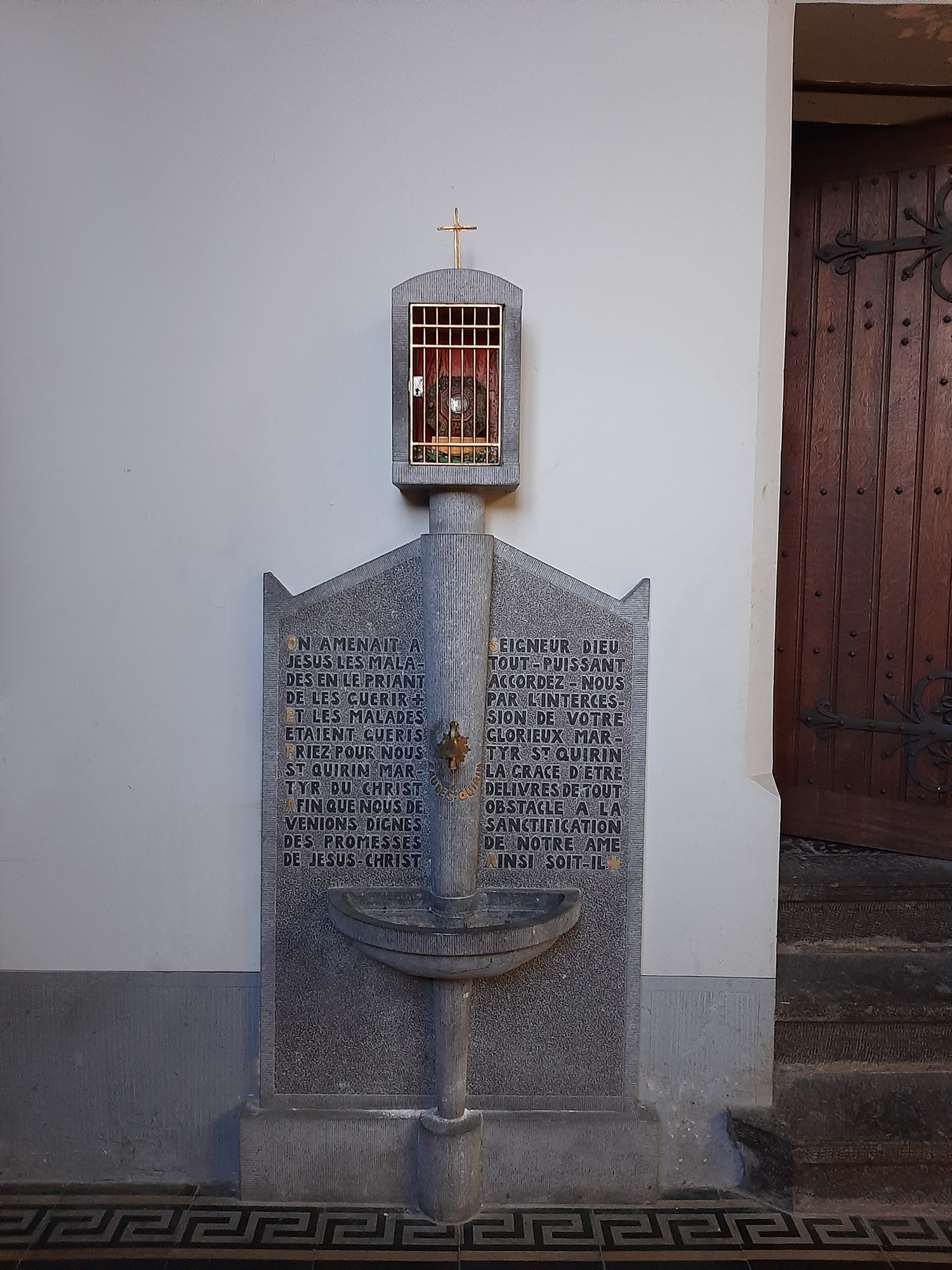
Potale dans la chapelle du collège

Saint Quirin est un soldat romain du IIe siècle de notre ère, tribun militaire dans l'armée impériale. Malgré les persécutions, la foi chrétienne se développe de plus en plus dans l'Empire et touche toutes les couches de la société romaine. Si bien que vers 130, sous le règne de Trajan et de son fils Hadrien, alors que la troisième grande persécution a lieu, le préfet de la ville de Rome, Hermès, se convertit à la religion chrétienne. Quirin, officier tribun de l'armée du général Aurélien, est alors envoyé se saisir du préfet et en même temps du pape de l'époque, Alexandre Ier. Tandis que le Souverain Pontife est jeté au cachot, Hermès est emprisonné dans une bâtisse attenante à la demeure de Quirin. Désirant comprendre ce revirement spirituel opéré par le préfet Hermès, Quirin engage la conversation avec ce dernier, le mettant au défi de prouver par un miracle l'existence de « son » dieu ressuscité. La nuit suivante, Quirin découvre avec stupéfaction le pape Alexandre qui, grâce à l'intervention d'un ange, s'est retrouvé libéré de ses chaînes dans la cellule d'Hermès. À demi-convaincu, Quirin demande une dernière preuve : la guérison de sa fille, victime des écrouelles. Le lendemain, présentée au Souverain Pontife, elle guérit. Définitivement convaincu, Quirin et toute sa famille se convertissent au christianisme.
Furieux d'apprendre la défection de son officier, le général Aurélien fait arrêter Quirin et le fait amener devant lui. Mais encore davantage courroucé par ses justifications et l'expression de sa foi inébranlable, Aurélien lui fait couper la langue avant de le priver, après maintes tortures, de ses pieds et de ses mains. Finalement, l'ancien tribun sera décapité le 30 mars 130, en l'an 12 du règne de l'empereur Hadrien. Son corps, jeté aux bêtes, sera enlevé discrètement par les chrétiens qui l'enterreront au cimetière de Saint-Prétextat.
En 1050, le monastère de la ville de Neuss en Allemagne, dirigée par l'abbesse Gepa, sœur du pape Léon IX, reçoit de ce dernier une grande partie du corps de saint Quirin. À partir de cette date, le culte du martyr romain se répand dans les pays voisins. Et c'est ainsi que, dans le courant du XIIIe siècle, un hôpital placé sous le patronage de saint Quirin est élevé à Huy. Les Sœurs Pénitentes de Sainte-Marie-Madeleine conserveront le culte du Saint dans leur établissement, perpétuant jusqu'à aujourd'hui sa mémoire.
Dans une chapelle attenante au chœur de l'église du collège se trouve une potale, élevée en 1953 pour abriter la nouvelle relique concédée par l'archevêque de Cologne après l'anniversaire des neuf-cents ans du transfert des reliques de saint Quirin à Neuss. Les guérisons nombreuses attribuées au Saint font venir nombre de pèlerins à Huy pour chercher un peu de cette eau miraculeuse qui soigne notamment les ulcères et autres maladies de la peau, les maladies des os, la goutte, les paralysies et, comme la fille du martyr l'avait été à la veille de sa mort, les écrouelles.
Aujourd'hui, il existe plus de 200 localités où on retrouve au minimum une représentation de saint Quirin, témoin d'un culte ancien. En province de Liège, outre Huy, citons notamment Membach comme lieu de culte.

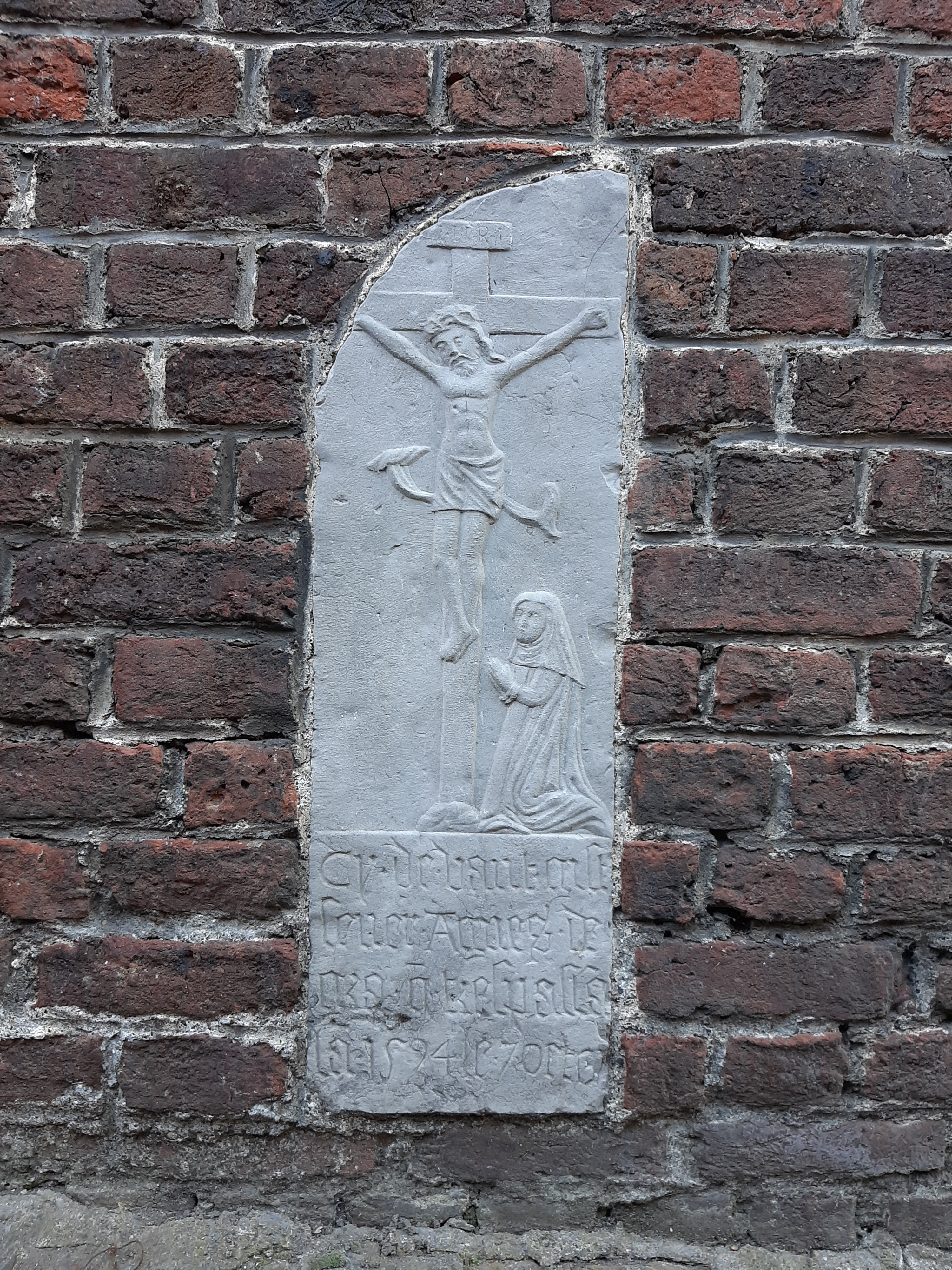
Dalle funéraire d'une sœur du prieuré Saint-Quirin

## Liste des prieures[14]
- Hawi de Brongne (1380-v.1417)
- Marguerite Laleman (v.1417-v.1445)
- Marie de Clocquier (v.1459)
- Catherine de Froidbize (v.1473)
- Ide Pauli (v.1521)
- Marguerite Haweal alias Cherpentier (1539-1558)
- Marie d'Antheit (1558-1564)
- Marie de Mave (1564-1577)
- Catherine de Reppe (1577-1621)
- Anne de Brialmont (1621-1636)
- Marguerite Dengis (1636-1650)
- Madeleine de Saint-Mart (1651-1680)
- Isabelle Hauzeur (1681-1697)
- Jeanne-Lutgarde de Lieuwe (1698-1728)
- Lutgarde de Streel (1728-v.1780)
- Chanoinesse Henrion (1780.1791)
- Vacance 1792-1793
- Lutgarde Donnay

## Liste des directeurs
Collège Alfred Dijon
- Abbé Knaeden (1840-1844)
- Abbé Moreau (1844-1853)
- Abbé Martin (1853-1855)

Petit-Séminaire et Collège épiscopal
- Abbé Auguste Meyers (1855-1862)
- Abbé de Harlez (1862-1866)
- Abbé Grégoire van Heeswyck (1866-1875)
- Abbé Émile Génicot (1875-1876)
- Abbé Antoine Pottier (1876-1879)
- Abbé Gustave Maréchal (1879-1892)
- Abbé Léopold Deseille (1892-1907)
- Abbé René Rutten (1907-1912)
- Abbé Théophile Thibeau (1912-1923)
- Abbé Louis Vanderhoven (1923-1947)
- Abbé Pierre Duquenne (1947-1953)
- Abbé André Henfling (1953-1974)
- Abbé Jacques Deschesne (1974-1985)
- Monsieur Guy Dejardin (1985-1996)
- Monsieur Maurice Collinge (1996-2002)
- Monsieur Pol Latinne (2002-2006)
- Madame Monique Grosjean (2006-2009)
- Madame Françoise Droogmans (2009-2020)
- Monsieur Guy Matagne (2020-2021) : directeur ad interim
- Monsieur Jérôme Christiaens (2021-...)

## Galerie

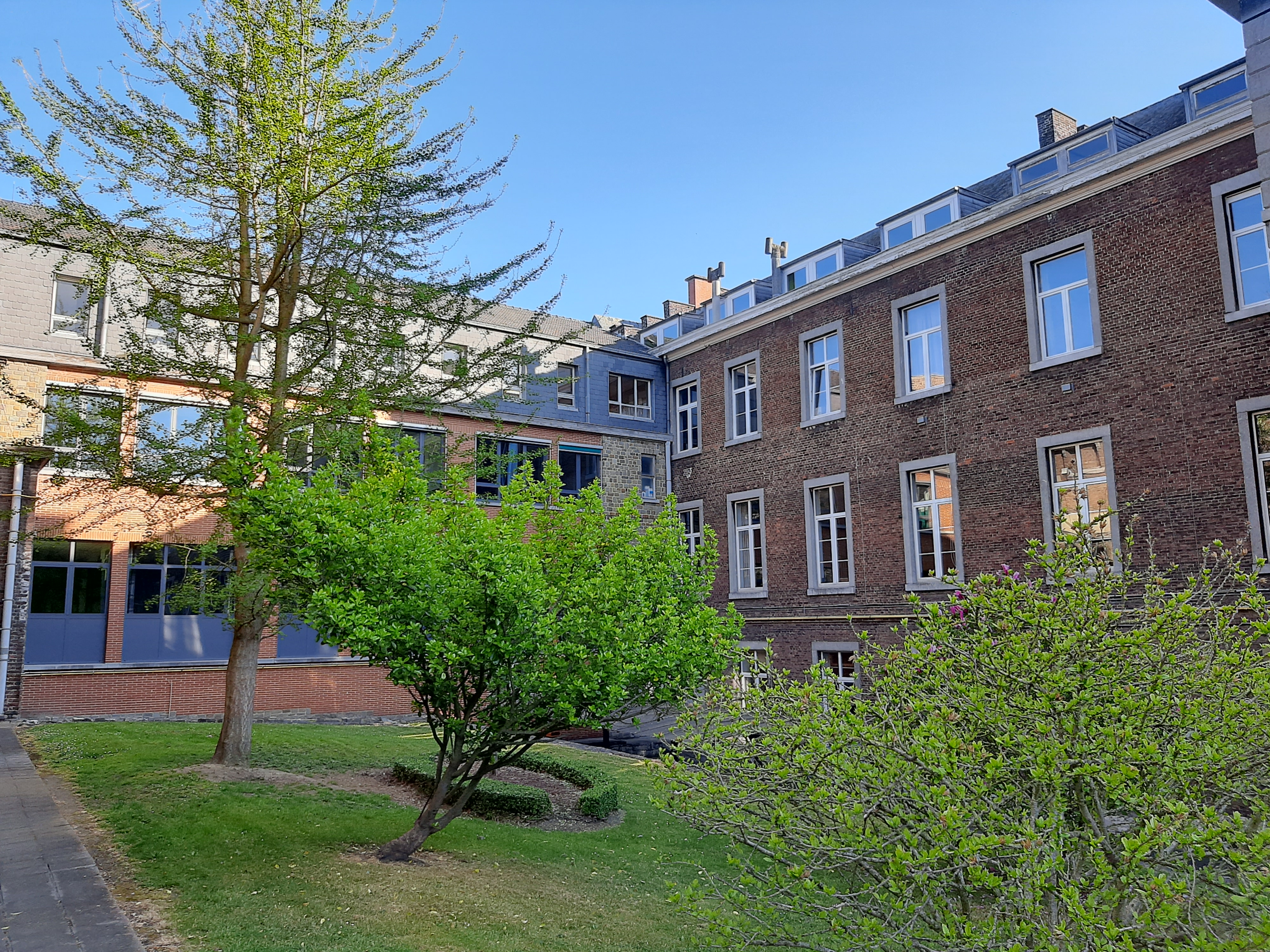
Cour intérieure du collège
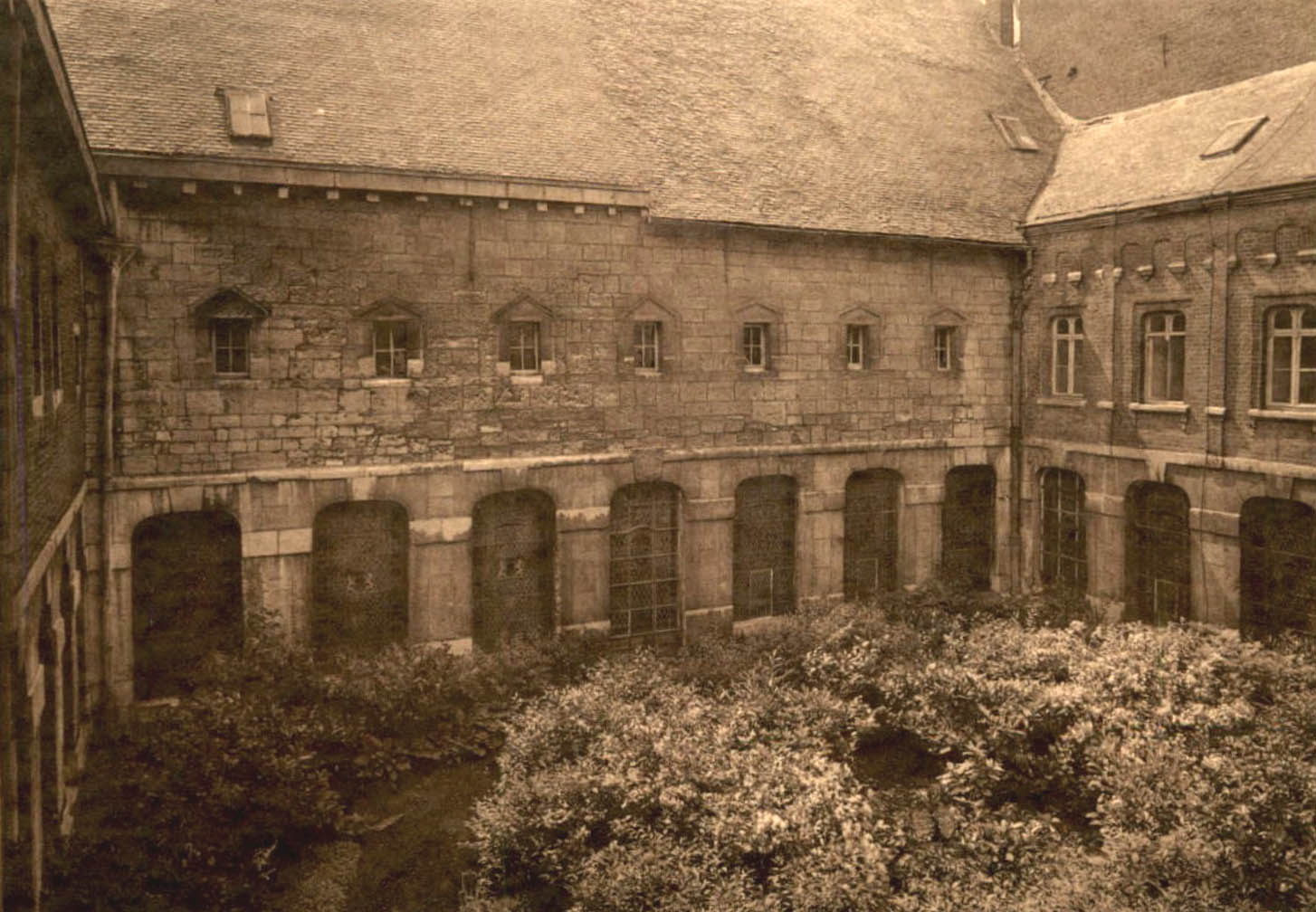
Cloître (début XXe s.)
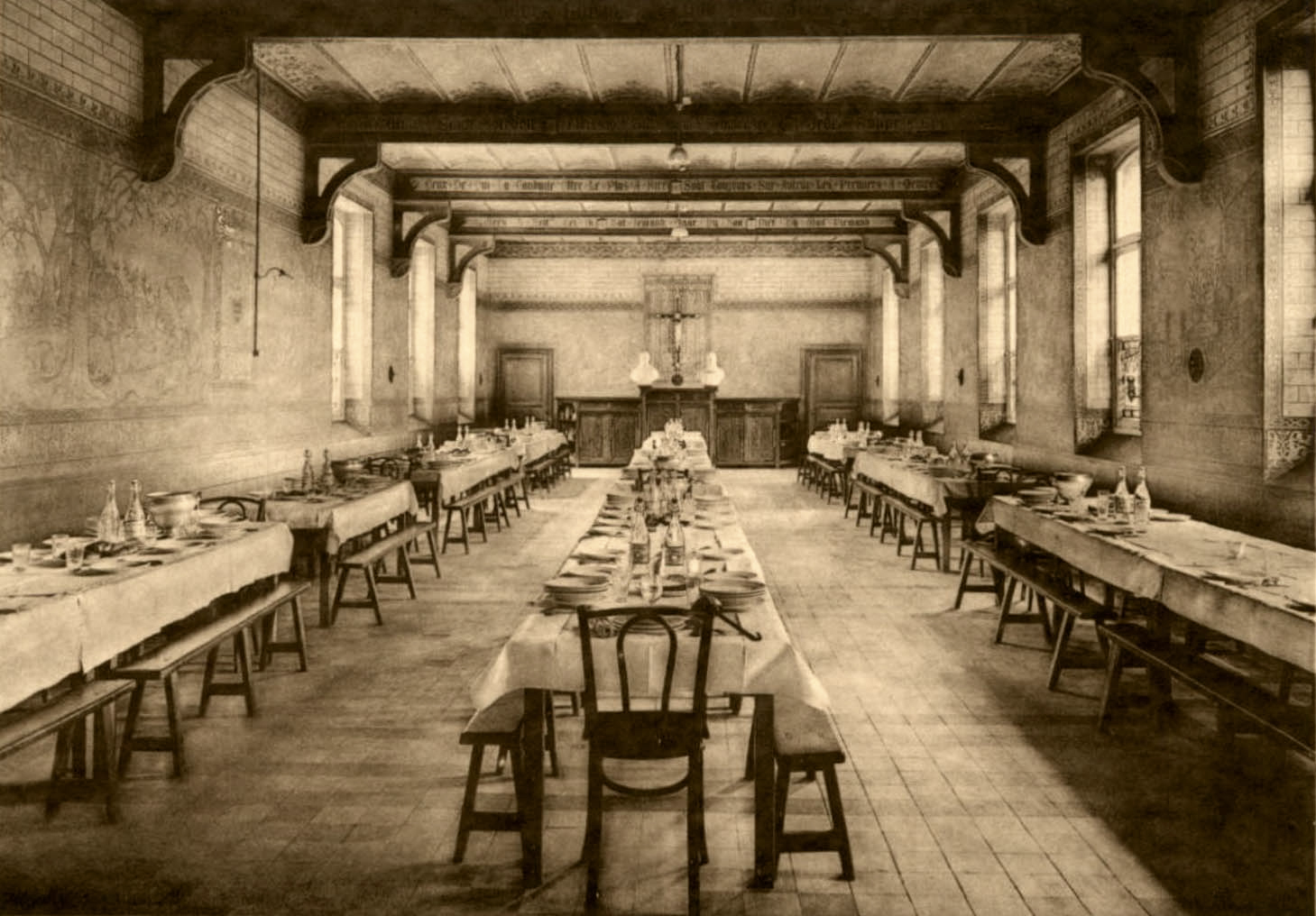
Réfectoire du collège, début du XXe siècle
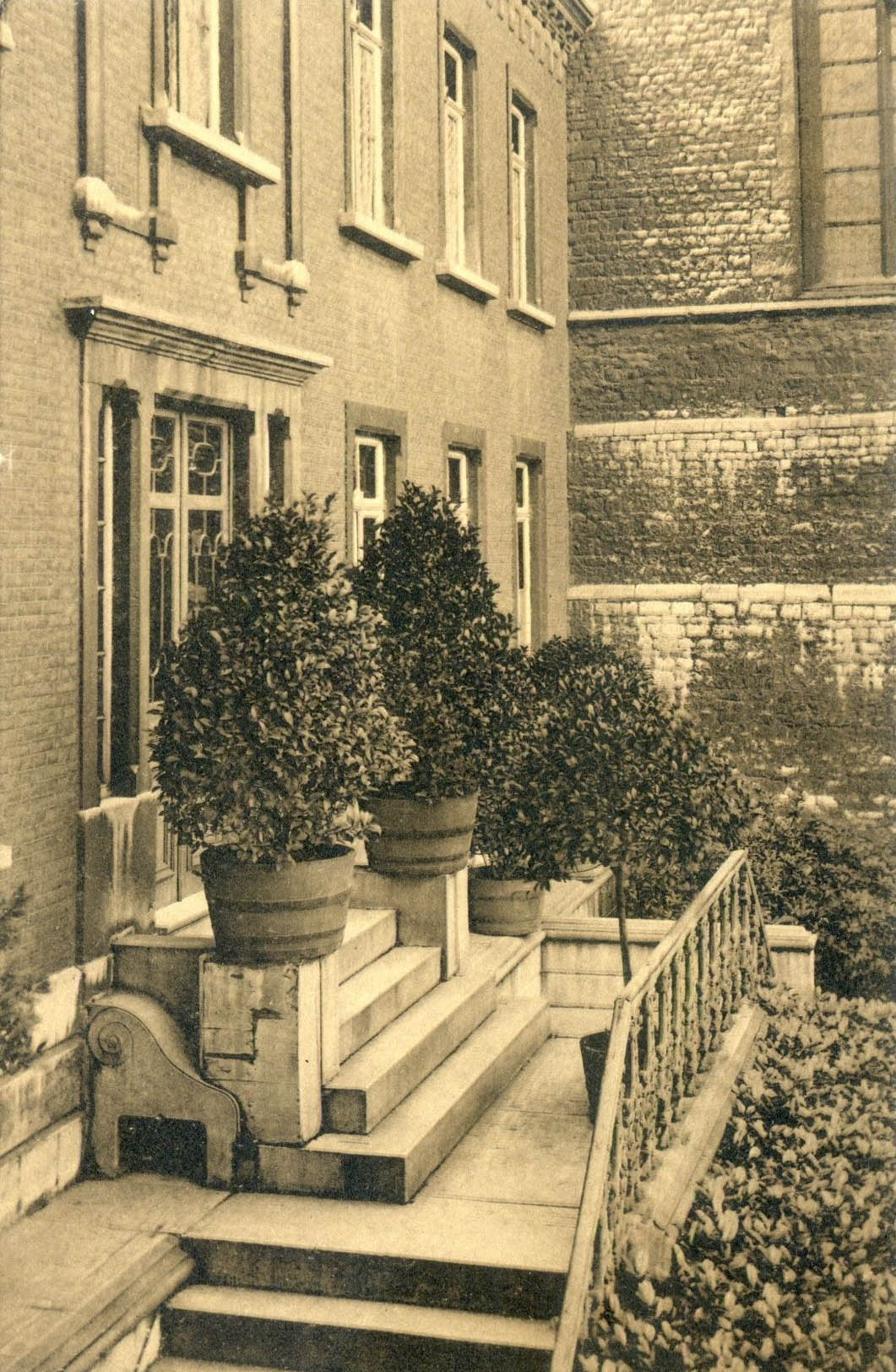
Ancienne entrée du collège, rue Entre-deux-Portes, vers 1950
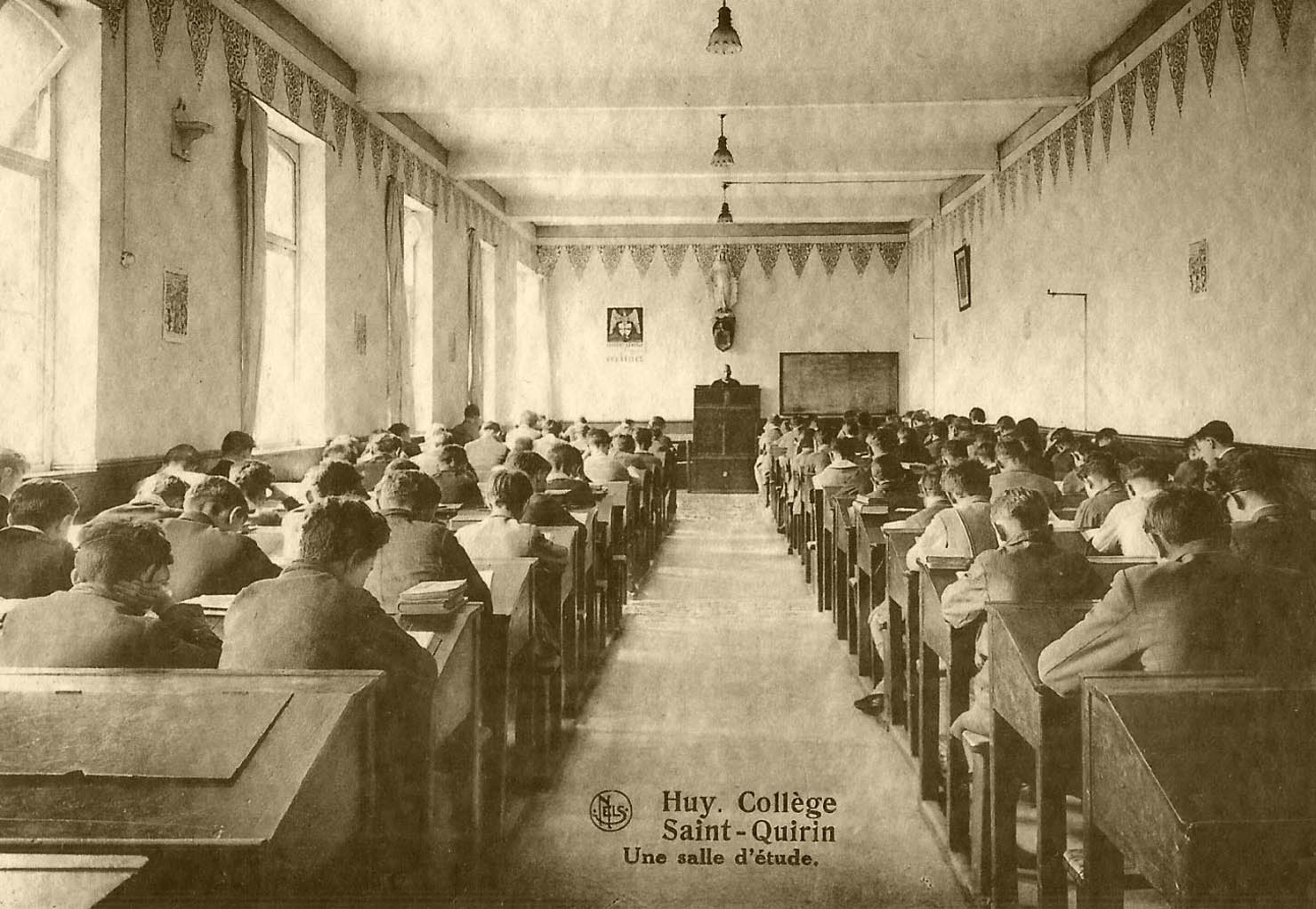
Salle d'étude du collège, début du XXe siècle